# Слана пустиња
Слана пустиња (перс. كوير — кевир) је подтип пустиња који се среће у унутрашњим областима других типова пустиња. Основа тла је глиновита, а настаје при интензивном испаравању веома минерализованих подземних вода које леже на малој дубини. Такође се могу развити у мањих улегнућима у рељефу или сепарацијом соли из морских наслага у приобалним пределима.
Површинска кора је неретко слана и беле боје. Овакве пустиње се срећу у југозападној Азији (Иран), у деловима Аустралије, као и у западним пределима САД. Биљни покривач је оскудан и сачињавају га халофите и сукулентне биљке.